# Penstemon cardinalis
Penstemon cardinalis är en grobladsväxtart som beskrevs av Woot. och Paul Carpenter Standley. Penstemon cardinalis ingår i släktet penstemoner, och familjen grobladsväxter.

## Underarter
Arten delas in i följande underarter:
- P. c. cardinalis
- P. c. regalis